# 함영주

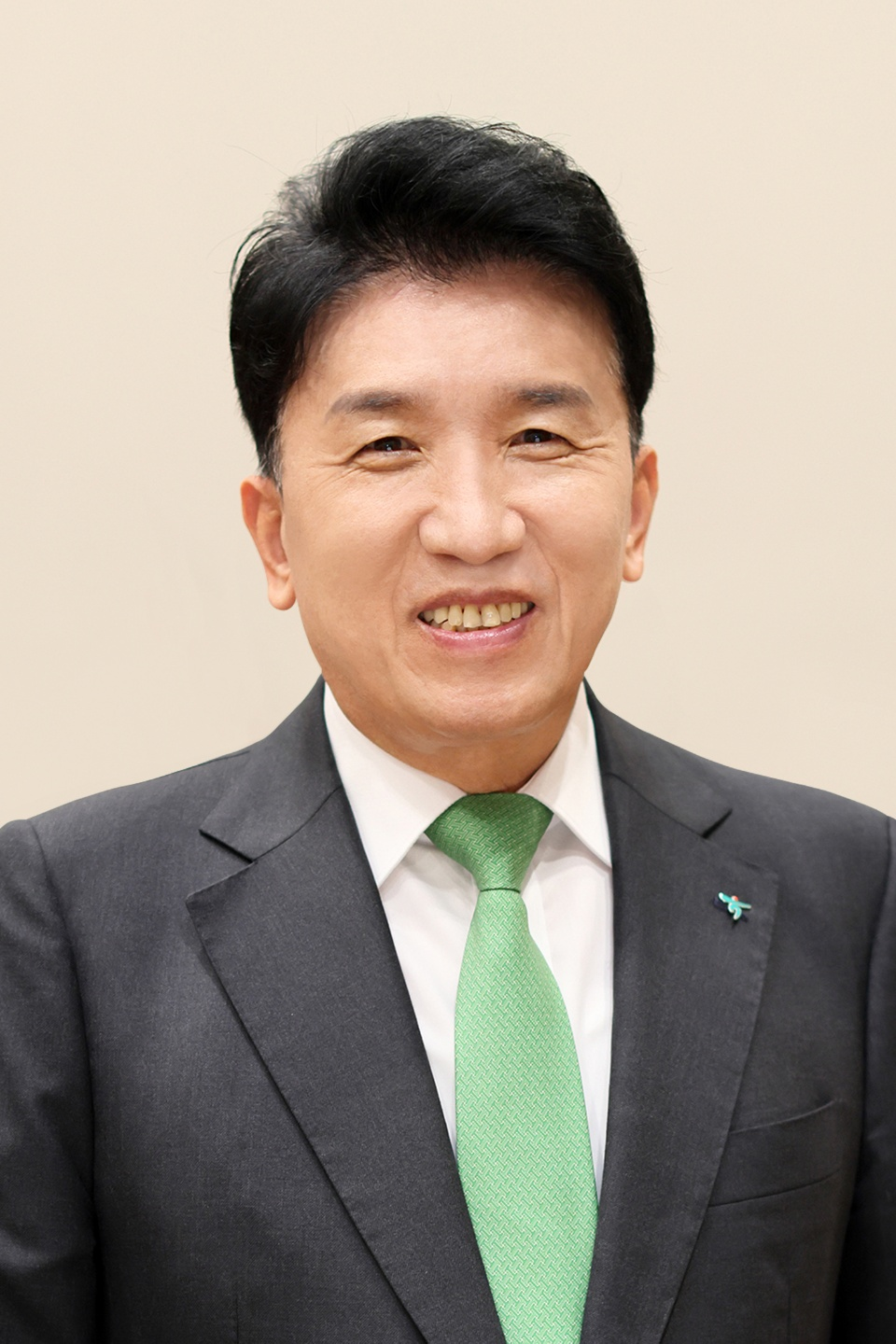
하나금융그룹 함영주 회장

함영주(咸泳周, 1956년 11월 10일~ )는 대한민국의 금융인으로, 하나금융그룹 회장이다.

## 생애
강경상업고등학교를 졸업하고 1980년 9월 서울신탁은행에 입행한 이래 서울은행에 근속했으며, 2002년 11월 서울은행 수지지점장으로 승진했다.
2002년 12월 1일 자로 서울은행이 하나은행에 합병된 뒤 2004년 3월 하나은행 분당중앙지점장이 되었다. 2005년 10월 하나은행 가계영업추진부장을 맡았으며 2006년 1월 하나은행 남부지역본부 본부장이 됐다.
2008년 1월 하나은행 부행장보로 승진해 충남북지역본부 본부장과 대전영업본부 본부장을 역임했다.
2013년 1월 하나은행의 부행장으로 승진해 충청사업본부 본부장을 맡았다.
2015년 9월부터 하나은행과 외환은행의 통합 법인인 하나은행의 은행장이 되었다. 이는 피인수 은행인 서울은행 출신 중 최초의 행장이다.
하나은행은 2015년 중소기업 대출금액을 2014년보다 6조 원가량 늘렸다. 하나은행장으로 취임한 뒤 대기업 위주였던 하나은행의 대출 구조를 개인, 소호사업자, 중소기업 위주로 바꾸는 데 주력한 것으로 평가받는다.
2022년 3월 25일, 하나금융그룹 회장으로 선출되었다. 

## 학력
- 1975년 강경상업고등학교 졸업
- 1985년 단국대학교 회계학과 학사
- 2008년 8월 미국 와튼스쿨 글로벌과정
- 2011년 6월 고려대학교 최고경영자 과정 수료

## 경력
- 1980년 9월 : 서울은행 입행
- 2002년 11월 : 서울은행 수지지점장
- 2004년 3월 : 하나은행 분당중앙지점장
- 2005년 10월 : 하나은행 가계영업추진부장
- 2006년 1월 : 하나은행 남부지역본부장
- 2008년 1월 : 하나은행 부행장보
- 2013년 1월 : 하나은행 부행장(충청영업그룹)
- 2015년 9월 ~ 2019년 3월 : 하나은행 은행장
- 2017년 3월 ~ 2020년 6월 : 서울시립교향악단 이사장
- 2019년 4월 ~ 2022년 6월 : 하나금융나눔재단 이사장
- 2016년 3월 ~ 2022년 3월 : 하나금융그룹 부회장 겸 대전하나시티즌구단주
- 2022년 3월 ~ 현재 : 하나금융그룹 회장 겸 대전하나시티즌구단주